# Milupa
A Milupa (anteriormente Milupa Portuguesa, Lda. e actualmente Milupa Comercial, S.A.) é uma empresa especializada em alimentação infantil.
A Milupa, do Grupo Royal Numico, é a empresa líder de mercado na Europa em nutrição infantil e nutrição clínica, e encontra-se presente em 18 países.
A Milupa está em Portugal desde 1974 e a sua marca representa uma gama de produtos infantis que inclui leites (com a marca Aptamil), farinhas lácteas e não lácteas (com as marcas Milfarin e Miluvit), boiões e purés de fruta, e sumos e bolachas. Fundiu-se com a Blédina, a qual tinha entrado em Portugal em 1993.
A Milupa, em Portugal, é associada da ANID - Associação Nacional da Industria de Alimentação Infantil e Nutrição Especial.